# JCSAT-110R
JCSAT-110Rは、放送衛星システムおよびスカパーJSATが区分所有する通信衛星。衛星名称としては「BSAT-3c/JCSAT-110R」。